# Un mondo migliore
Un mondo migliore è un singolo del cantautore italiano Vasco Rossi, pubblicato il 13 ottobre 2016 ed estratto dall'antologia VascoNonStop.

## Video
Il videoclip della canzone è stato diretto da Pepsy Romanoff e vede la partecipazione dell'attore Vinicio Marchioni.

## Tracce
1. Un mondo migliore – 4:11

## Formazione
- Vasco Rossi - voce
- Cesare Chiodo - basso
- Paolo Valli - batteria
- Massimo Varini - chitarra acustica, chitarra elettrica
- Mattia Tedesco - chitarra acustica, chitarra elettrica
- Celso Valli - tastiere, sintetizzatore basso, arrangiamento
- Giordano Mazzi - programmazione, tastiere, cori
- Carlotta Cortesi - cori
- Danilo Pavarelli - cori
- Marco Borsatti - Recording - Mix
- Maurizio Biancani - Mastering

## Classifiche
| Classifica (2016) | Posizione massima |
| ----------------- | ----------------- |
| Italia            | 16                |

## Utilizzi
Dal 2017 il pezzo è la sigla di apertura e chiusura del programma di LA7 Non è l'Arena.